# Altrier
Altrier (franska) (luxemburgiska: Altréier/op der Schanz lyssna (fil), tyska: Altrier) är en ort i kantonen Echternach i östra Luxemburg. Den ligger i kommunen Bech, cirka 21 kilometer nordost om staden Luxemburg. Orten har 303 invånare (2022).